# ستيفن كيلي (راكب الكنو)
ستيفن كيلي (بالإنجليزية: Stephen Kelly)‏ هو راكب الكنو أمريكي، ولد في 1950.

## وصلات خارجية
- ستيفن كيلي على موقع أوليمبيديا (الإنجليزية)